# Аалто, Вяйнё Иванович
Вяйнё Иванович Аалто (фин. Väinö Ivanovitš Aalto, 12 сентября 1899, Пори — 27 января 1938, Ленинград) — финский и советский журналист, писатель и литературовед.

## Биография
Вяйнё Аалто родился в семье водителей грузовиков. После начальной школы учился в коммерческом и трудовом техникуме. В 1916 году Аалто стал членом Финской социал-демократической партии . В апреле 1918 года воевал на стороне красных в Гражданской войне в Финляндии, был заключен в тюрьму и приговорен к трем годам условно. После приговора он вернулся в Пори.
В начале 1920 года Аалто вступил в Финскую социалистическую рабочую партию. С сентября 1920 года он работал журналистом в организации «Народ Саво» в Куопио. В начале 1921 года он был осужден за распространение коммунистической пропаганды, после чего переехал в Советский Союз.
В 1921 году Аалто вступил в Российскую коммунистическую партию (большевиков). С 1921 по 1924 год работал ответственным секретарем обкома комсомола, с 1924 по 1926 год — секретарем редакции журнала «Вапаус». С 1926 по 1927 год он был секретарем партийного отделения Финского Дома просвещения в Ленинграде и главным редактором финноязычной газеты «Нуори Каарти». Работал также редактором издательства «Книга», преподавателем, автором и литературным критиком финского отделения Коммунистического университета Северо-Западных меньшинств и секретарем финского отделения Ленинградского союза пролетарских писателей.
С 1931 года Аалто учится в аспирантуре Института красной профессуры, Института искусствознания, а с 1935 года — Института литературы РАН. В 1937 году защитил диссертацию по постановке Августа Стриндберга.
В 1937 году Ленинградский комитет партии Академии наук вывел Аалто из состава ВКП(б). Его обвинили в «общении с врагами и применении в своих письменных работах великофинской контрреволюционной фашистской теории». С 6 октября работал револьверным токарем на заводе Энгельса. НКВД арестовал Аалто 25 октября 1937 года. Он был приговорен к смертной казни как шпион и казнен. В 1955 году Аалто был признан невиновным.